# Snova v SSSR
| Recensione                     | Giudizio |
| ------------------------------ | -------- |
| AllMusic                       | [ 1 ]    |
| Encyclopedia of Popular Music  | [ 2 ]    |
| The Essential Rock Discography | 4/10     |
| MusicHound                     | [ 4 ]    |
| The Rolling Stone Album Guide  | [ 5 ]    |
| Ondarock                       | 6/10     |

Снова в СССР (traslitterato Snova v SSSR) è il nono album in studio di Paul McCartney, pubblicato nel 1988 in Unione Sovietica.
Il titolo significa in italiano Di nuovo in URSS e corrisponde, in inglese, al noto brano Back in the U.S.S.R., che i Beatles inclusero nel 1968 nel loro Album bianco: concepito originariamente solo per il mercato sovietico, nel 1991 ebbe diffusione mondiale con l'aggiunta di una traccia.

## Descrizione
Dopo la tiepida accoglienza ricevuta dal suo album del 1986 Press to Play, McCartney passò la prima metà del 1987 preparando il suo prossimo disco. In luglio, sentì il bisogno di tornare alle sue radici rock'n'roll cantando qualcuno dei classici degli anni cinquanta da lui preferiti e nello spazio di due giorni, insieme ad altri tre musicisti, McCartney registrò sedici canzoni, tredici delle quali furono selezionate per un eventuale album destinato al mercato sovietico, da pubblicarsi l'anno seguente.
Durante le sedute di registrazione furono incise 22 canzoni, ma solo 11 finirono sul disco. Una seconda ristampa sovietica, pubblicata nel dicembre 1988, incrementava il numero dei brani a 13 con le aggiunte di I'm Gonna Be a Wheel Someday e Summertime. L'uscita mondiale su CD del 1991 portò infine, il numero delle tracce totali dell'album a 14 includendo anche I'm In Love Again (precedentemente pubblicata nel 1989 come B-side del singolo This One) come bonus track. Due altre canzoni provenienti dalle sessioni dell'album videro una pubblicazione ufficiale: I Wanna Cry, l'unico pezzo firmato da McCartney, "un blues lascivo nello stile di Summertime", come seconda B-side del singolo This One e It's Now or Never sul doppio LP/CD del New Musical Express The Last Temptation Of Elvis in Inghilterra nel febbraio 1990.
Sei canzoni delle sedute di registrazione per l'album rimangono inedite a tutt'oggi: I Saw Her Standing There (il brano dei Beatles), Take This Hammer (Lonnie Donegan) Cut Across Shorty (Eddie Cochran), Poor Boy (Elvis Presley), Lend Me Your Comb (Carl Perkins), e No Other Baby (The Vipers). Quest'ultima fu registrata nuovamente da McCartney per l'album del 1999 Run Devil Run).
L'edizione Russa del disco include note di copertina scritte in Russo, traduzione del testo originario opera di Roy Carr, giornalista del New Musical Express.
La copertina dell'album fu disegnata da Michael Ross. La foto del viso di Paul con una stella rossa impressa sopra, simbolo dell'Unione Sovietica, fu scattata da Linda McCartney.
McCartney registrò Снова в СССР come regalo per i fan sovietici che, generalmente faticavano a procurarsi i dischi originali, dovendo spesso accontentarsi di copie pirata; quindi, per una volta, avrebbero avuto un album che le persone negli altri paesi non avrebbero potuto avere. Un disco tutto per loro. Naturalmente, McCartney non intendeva pubblicare il disco al di fuori dell'Unione Sovietica, ma gli avvenimenti successivi, come il crollo del muro di Berlino, la caduta dei regimi socialisti dell'Est e infine lo sgretolamento della stessa Unione Sovietica, resero anacronistico il suo progetto, e l'album fu distribuito nel resto del mondo nel 1991. Il disco raggiunse la posizione numero 63 in classifica nel Regno Unito e la posizione numero 109 negli Stati Uniti. Curiosamente, il titolo dell'uscita mondiale è trascritto СНОВА Б СССР (Б è l'equivalente in cirillico della lettera B dell'alfabeto latino, invece della B, equivalente alla V, dell'originale Russo).

## Tracce
Versione originale
1. Kansas City (Jerry Leiber, Mike Stoller) - 4:01
2. Twenty Flight Rock (Eddie Cochran, Ned Fairchild) - 3:02
3. Lawdy Miss Clawdy (Lloyd Price) - 3:14
4. Bring It On Home to Me (Sam Cooke) - 3:11
5. Lucille (Richard Penniman, Albert Collins) - 3:11
6. Don't Get Around Much Anymore (Duke Ellington, Bob Russel) - 2:49
7. That's All Right, Mama (Arthur Crudup) - 3:45
8. Ain't That a Shame (Fats Domino, Dave Bartholomew) - 3:42
9. Crackin' up (Ellas McDaniel) - 3:53
10. Just Because (Bob Shelton, Joe Shelton, Sydney Robin) - 3:33
11. Midnight Special (Trad. arr. Paul McCartney) - 3:56

Edizione 1988
L'edizione russa pubblicata il 24 dicembre 1988 contiene due tracce aggiuntive:
- I'm Gonna Be a Wheel Someday (Fats Domino, Dave Bartholomew, Roy Hayes) - 4:12
- Summertime (George Gershwin) - 4:55

Edizione 1991
L'edizione per il resto del mondo, pubblicata il 12 ottobre 1991 contiene una traccia aggiuntiva:
- I'm in Love Again (Fats Domino, Dave Bartholomew) - 2:56

Si tratta dell'edizione disponibile.
Questa è quindi la track list definitiva dell'album:
1. Kansas City - 4:01
2. Twenty Flight Rock - 3:02
3. Lawdy Miss Clawdy - 3:14
4. I'm in Love Again - 2:56
5. Bring It On Home To Me - 3:11
6. Lucille - 3:11
7. Don't Get Around Much Anymore - 2:49
8. I'm Gonna Be a Wheel Someday - 4:12
9. That's All Right Mama - 3:45
10. Summertime - 4:55
11. Ain't That a Shame - 3:42
12. Crackin' up - 3:53
13. Just Because - 3:33
14. Midnight Special - 3:56

## Formazione
- Paul McCartney - voce, basso, chitarra
- Mickey Gallagher - tastiera, pianoforte
- Nick Garvey - basso, cori
- Mick Green - chitarra
- Henry Spinetti - batteria, percussioni
- Chris Whitten - batteria